# Danakil
Denna artikel behandlar öknen. Danakil kan även syfta på språket och folket afar.

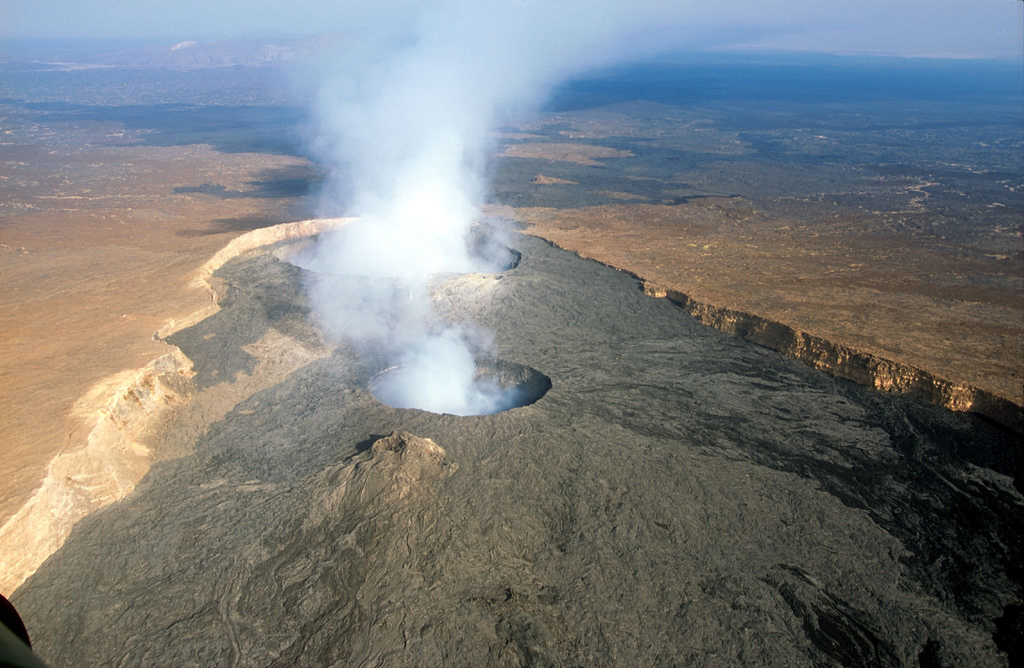
Erta Ale-vulkanen i Danakil.

Danakil är ett triangelformat ökenområde på Afrikas horn, huvudsakligen i nordöstra Etiopien, men mindre delar sträcker sig in i Eritrea och Djibouti. Området är omkring 560 km långt och upp till 400 km brett. Det ligger längs Röda havets sydvästra kust och formar en törn mot inlandets höglandsområden i Eritrea och Etiopien.
Området är vulkaniskt aktivt då det genomkorsas av Östafrikanska gravsänkesystemet, och är ett av världens mest torra, ogästvänliga och varma områden. I den norra delen av området finns en djup sänka, Kobarsänkan, med saltsjöar, varma källor och flera vulkaner. Temperaturen i sänkan kan nå 60 grader Celsius i solen på dagen och minusgrader på natten. Stora delar av Danakil ligger under havsytan, och det lägsta stället är Assalsjön, som med sina 155 meter under havet är Afrikas lägsta punkt.
Den fåtaliga befolkningen i området är nomader som är släkt med afarerna i Djibouti.